# 奥雷利努莱阿尔
奥雷利努莱阿尔（葡萄牙語：Aurelino Leal）是巴西巴伊亚州的一个市镇。总面积446.45平方公里，总人口14206人，人口密度31.8人/平方公里。